# Бежа, Олинда
Олинда Бежа (порт. Olinda Beja; род. 8 декабря 1946, Гуадалупи, Сан-Томе и Принсипи) — сантомейская и португальская поэтесса, прозаик и переводчица. Лауреат литературной премии имени Франсисшку Жозе Тенрейру (2013).

## Биография
Родилась 8 декабря 1946 года в Гуадалупи на острове Сан-Томе в семье португальца Жозе де Бежа-Мартинш и сантомейки Марии да Триндаде-Фидипе. С детства увлекалась литературой, много читала. В 1949 году была отправлена отцом на его родину в Португалию в город Мангуалди. Поступила в Университет Порту, который окончила с дипломами по французскому и португальскому языкам и литературе. Прослушала курс по африканской литературе на португальском языке в Университете Аберты в Лиссабоне. В 1976 году, по семейной традиции, поступила на работу учителем, одновременно занимаясь литературной деятельностью. Бежа не раз говорила: «Писательское дело это якорь моей жизни. Без него я бы давно утонула».
В 1985 году вернулась в Сан-Томе и Принсипи. В 1992 году вступила в Союз писателей и художников Сан-Томе и Принсипи (UNEAS). В 2000 году переехала в Швейцарию, где преподавала португальский язык и культуру и служила атташе по культуре в посольстве Сан-Томе и Принсипи в Швейцарии. В 2005 году президент Бразилии наградил писательницу орденом Благодарности братских стран Бразилии и Сан-Томе и Принсипи. В 2005 и 2007 годах была удостоена премиальной стипендии «Литературное творчество» за книги «Духи для ног» и «Истории Граваны». В 2012 году была номинирована на Португальскую литературную премию с книгой «Истории Граваны»..
Получила португальское гражданство. Поселилась в городе Визеу. В 2013 году была удостоена литературной премии имени Франсисшку Жозе Тенрейру за поэтический сборник «В тени Оки». В 2015 году она написала книгу под названием «Кофе в зёрнах», которая была включена в программу школьного образования в Португалии.

## Сочинения

### Поэзия
- «Хорошая тенденция?» (порт. Bô Tendê?, 1992)
- «Свет, свет» (порт. Leve, Leve, 1993)
- «В стране Чилоли» (порт. No País do Tchiloli, 1996)
- «Волнорез» (порт. Quebra-Mar, 2001)
- «Креольская вода» (порт. Água Crioula, 2002)
- «Ароматы Кахаманги» (порт. Aromas de Cajamanga, 2009)
- «Южный крест» (порт. O Cruzeiro do Sul, 2011)
- «В тени Оки» (порт. À Sombra do Oká, 2015)

### Проза
- «Пятнадцатидневное возвращение» (порт. 15 Dias de Regress, 1994)
- «Камень Вилла Новы» (порт. A Pedra de Villa Nova, 1999)
- «Капли дождя» (порт. Pingos de Chuva, 2000)
- «Остров Изунари» (порт. A Ilha de Izunari, 2003)
- «Духи для ног» (порт. Pé-de-Perfume, 2004)
- «Кофе в зёрнах» (порт. Um grão de café, 2013)
- «Томе Бонбон» (порт. Tomé Bombom, 2016)
- «Чай принца» (порт. Chá do Príncipe, 2017)